# Oreste Bandini
Oreste Bandini (Borgo San Lorenzo, 11 luglio 1860 – rada di Valona, 11 dicembre 1916) è stato un generale italiano, che durante il corso della prima guerra mondiale fu comandante del XVI Corpo d'armata operante in Albania.

## Biografia
Nacque a Borgo San Lorenzo, provincia di Firenze, l'11 luglio 1860, figlio di Giovanni Battista. Promosso tenente prestò servizio preso il 51º Reggimento fanteria, e divenuto capitano nel 1889 fu trasferito al 44º Reggimento fanteria. e poi trasferito al Corpo di Stato maggiore fu in servizio presso la Divisione militare di Livorno (16ª), allora al comando del tenente generale Adelchi Pierantoni.
Tenente colonnello nel 1900 prestava servizio presso il 31º Reggimento fanteria, e con lo stesso grado nel 1908 ricopriva l'incarico di capo di stato maggiore della Divisione militare di Firenze (15ª), allora al comando del tenente generale Giuseppe Della Noce. Promosso colonnello fu destinato a prestare servizio presso il comando dell'XI Corpo d'armata, di cui poi divenne capo di stato maggiore.
Promosso maggior generale, assunse il comando della Brigata Pinerolo, venendo trasferito il 3 gennaio 1915 a quello della Brigata Pistoia, che lasciò il 14 febbraio 1915 quando fu messo a disposizione.
All'atto dell'entrata in guerra del Regno d'Italia, avvenuta il 24 maggio 1915, ricopriva l'incarico di capo di stato maggiore della 4ª Armata, allora al comando del tenente generale Luigi Nava. Quando Nava fu esonerato dal comando l'11 novembre 1915, prestò servizio sotto il nuovo comandante, generale Mario Nicolis di Robilant fino a che non fu sostituito dal generale Giuseppe Pennella.
Il 18 giugno 1916 sostituì il generale Settimio Piacentini alla testa del XVI Corpo d'armata operante in Albania. Tale corpo d'armata era arrivato a disporre di circa 100 000 uomini suddivisi nella 38ª (Brigate "Savona" e "Puglie"), 43ª (Brigate "Arno" e "Marche") e 44ª Divisione di fanteria (Brigate "Taranto" e "Verona").
Morì l'11 dicembre dello stesso anno, nel naufragio della nave da battaglia Regina Margherita affondata per l'urto don due mine mentre usciva dalla rada di Valona. Il suo corpo venne successivamente recuperato e sepolto nel cimitero cattolico di Valona. Lasciava la moglie, dimorante a Bologna, e cinque figli, quattro maschi e una femmina. Una via di Borgo San Lorenzo porta il suo nome.

### Fonti
1. 1 2 3 4   Bandini Oreste, su Storia e memoria di bologna. URL consultato il 2 aprile 2023.
2. ↑  Gazzetta Ufficiale del Regno d'Italia n.270 del 14 novembre 1889, pag.3850.
3. ↑   Annuario d'Italia, Calendario generale del Regno d'Italia,  p. 238. URL consultato il 28 marzo 2021.
4. ↑   Calendario generale del Regno d'Italia, 1900,  p. 937. URL consultato il 28 marzo 2021.
5. ↑   Annuario militare del Regno d'Italia, 1908,  p. 320. URL consultato l'8 marzo 2021.
6. ↑   Bollettino ufficiale delle nomine, promozioni e destinazioni negli ufficiali e sottufficiali del R. esercito italiano e nel personale dell'amministrazione militare, 1910,  p. 43. URL consultato il 28 marzo 2021.
7. ↑   Bollettino ufficiale delle nomine, promozioni e destinazioni negli ufficiali e sottufficiali del R. esercito italiano e nel personale dell'amministrazione militare, 1915,  p. 3. URL consultato il 21 settembre 2020.
8. ↑  Gazzetta Ufficiale del Regno d'Italia n.86 del 5 aprile 1915, pag.2056.
9. 1 2  Thomas, Babac 2014, p. 36.
10. ↑  Coltrinaristoriamilitare, an.
11. ↑   Bollettino ufficiale delle nomine, promozioni e destinazioni negli ufficiali e sottufficiali del R. esercito italiano e nel personale dell'amministrazione militare, 1915,  p. 1167. URL consultato il 28 marzo 2021.